# Doopvont van Zedelgem

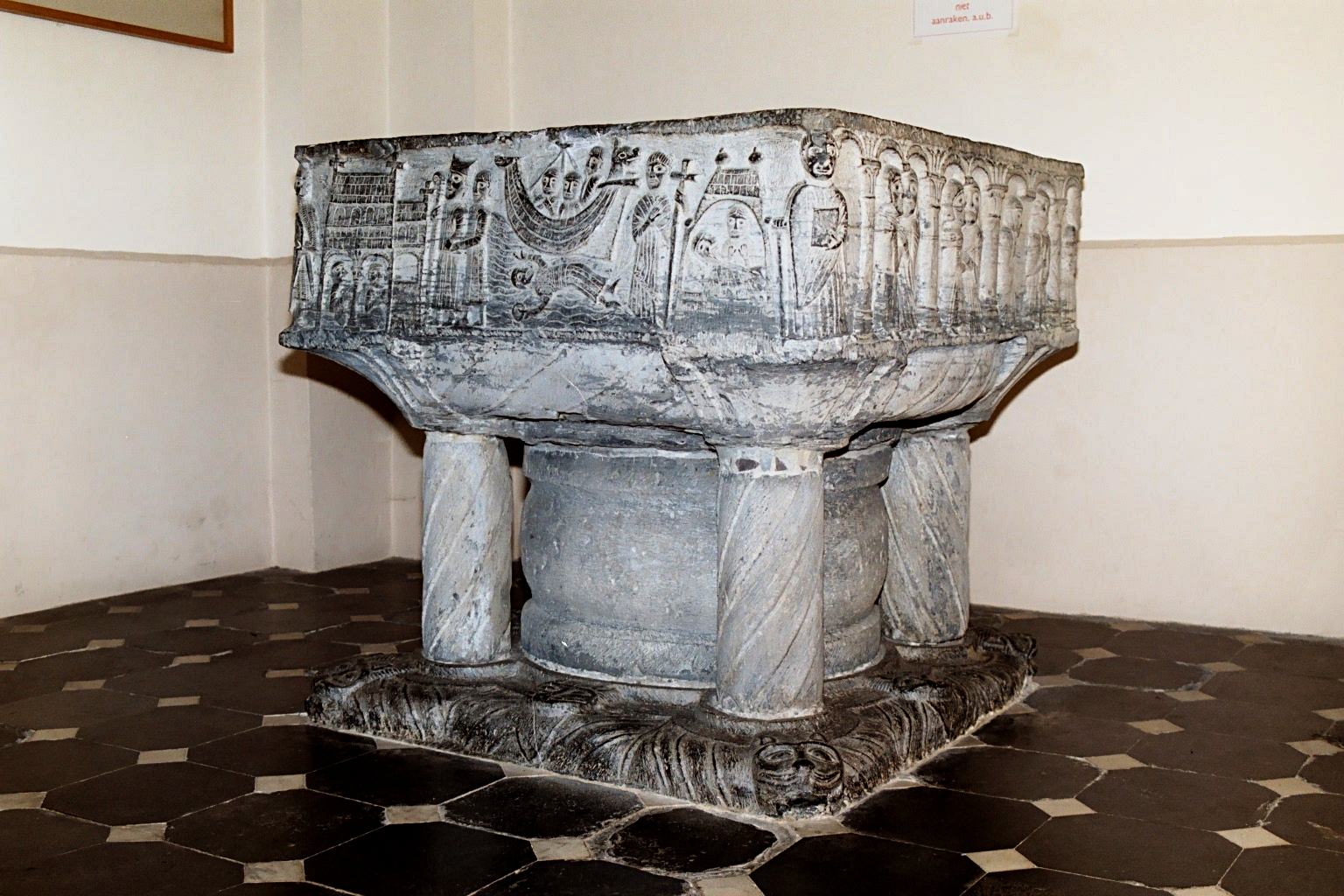
De doopvont

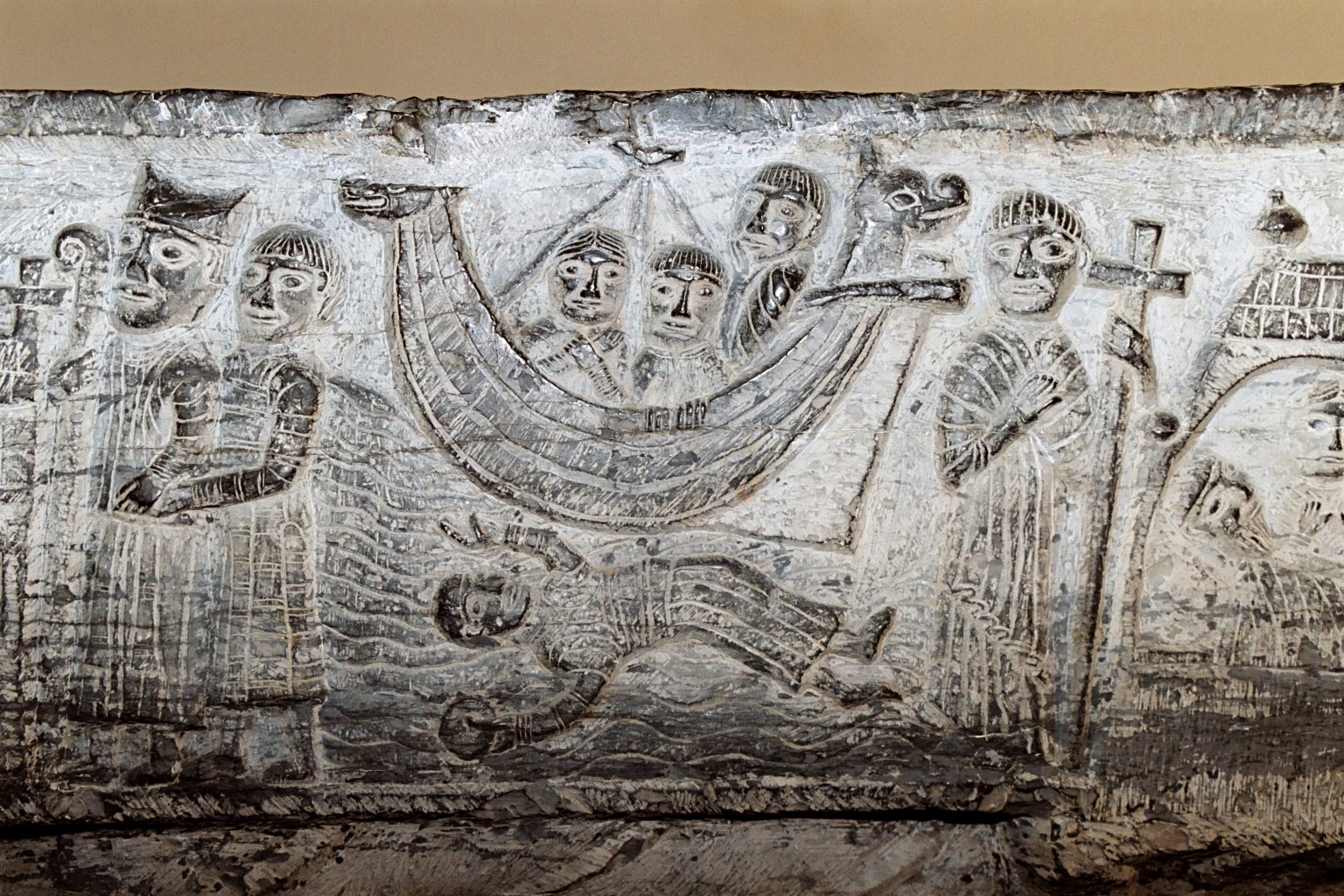
Sint-Nicolaas

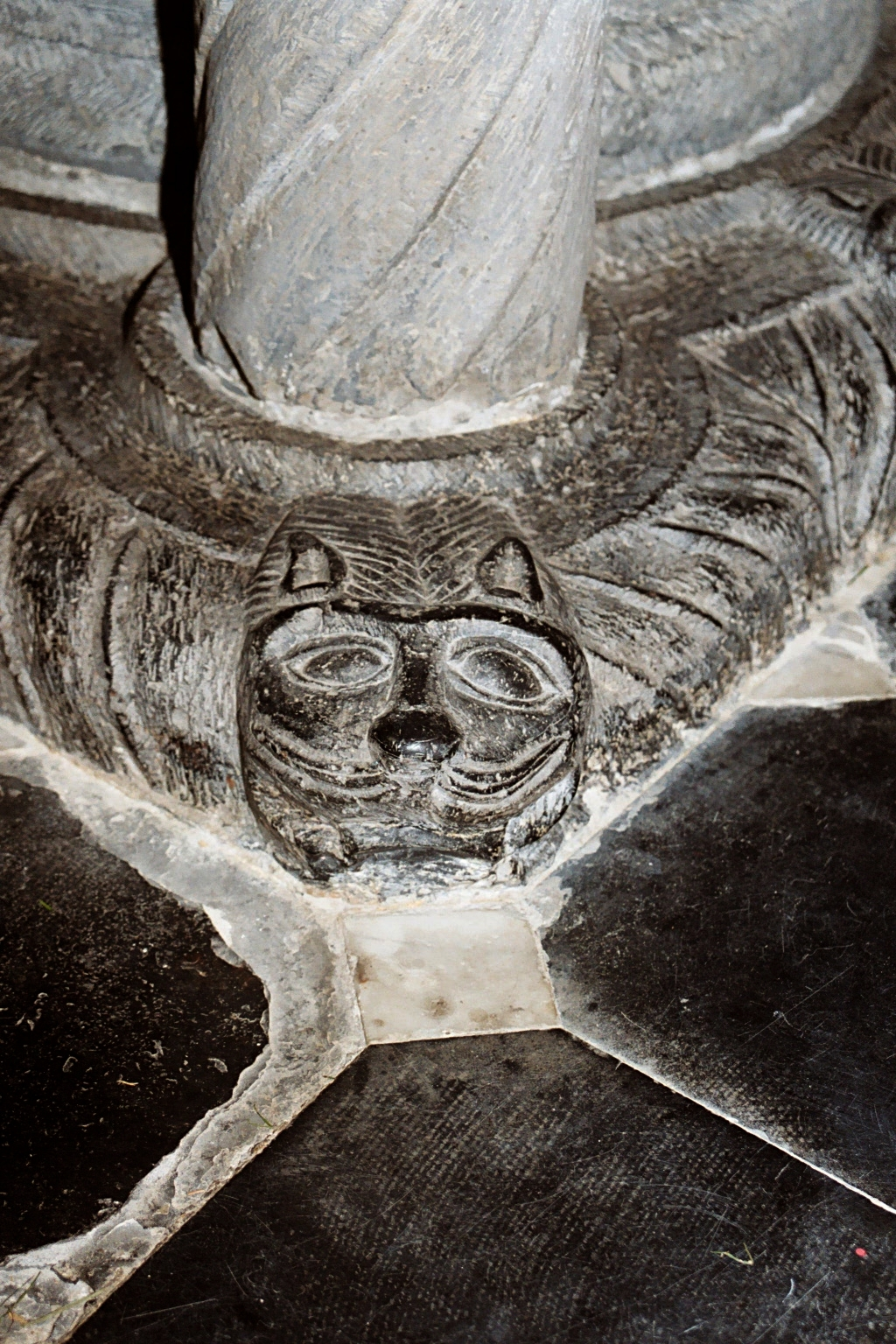
Leeuwenkop op de sokkel

De romaanse doopvont van Zedelgem dateert uit 1150-1160. Ze bevindt zich in de zuidelijke zijbeuk van de Sint-Laurentiuskerk, nabij de westgevel. Ze vertelt het verhaal van Sint-Nicolaas.

## Context
In de 12e en 13e eeuw werden Doornikse doopvonten over heel Noord-West-Europa geëxporteerd, onder begeleiding van de gilde Charité-Saint-Christophe. Op vandaag zijn er bijvoorbeeld exemplaren te vinden in de Onze-Lieve-Vrouwekerk van Dendermonde, de Kathedraal van Winchester, de Kathedraal van Lincoln en de Kathedraal van Châlons-sur-Marne.
De vonten werden in Doornik uit een massief blok blauwe kalksteen gehouwen en daarna gepolijst, waardoor ze een zwarte schijn kregen.

## Beschrijving
De vierzijdige kuip rust op een zware middenzuil, waarvan de insnoeringen een houten ton evoceren. De vier hoekzuilen (waarvan er een is verdwenen) zijn getordeerd. Op de gemeenschappelijke voet is er gesculpteerd rankwerk te zien en acht gestileerde monster- en leeuwenkoppen.
Op de zijden van het vierkante bekken zijn bas-reliëfs aangebracht:
- Sint-Niklaas en de kelklegende;
- Sint-Niklaas en de drie arme dochters;
- Sint-Niklaas en de drie studenten;
- heraldisch gevecht tussen ridders en dieren.

Op de vier hoeken van het bekken zijn figuren afgebeeld:
- Sint-Niklaas als novice;
- Sint-Niklaas als kerkvader;
- een gevleugelde figuur (wellicht de overleden heilige).
- een hoornblazer.